# ヨハンナ・ゼンフター
ヨハンナ・ゼンフター（Johanna Senfter, *1879年11月27日 オッペンハイム・アム・ライン - †1961年8月11日 同地）はドイツの女性作曲家。

## 経歴
富裕な上流階級の家庭に生まれ、1895年からフランクフルト・ホーホ音楽院で作曲をクノルに、ピアノをフリートベルクに、ヴァイオリンをレプナーに師事。またその間にオルガンも学んでいる。1908年から1910年までライプツィヒでマックス・レーガーの薫陶を受ける。1922年に地元オッペンハイムにバッハ合唱団を創設した。
全部で134作品を残しており、そのうち26の管弦楽曲、9つの交響曲、ピアノ協奏曲、ヴァイオリン協奏曲、ヴィオラ協奏曲、チェロ協奏曲、ピアノ曲、室内楽曲を遺した。フランクフルト時代の初期作品は、フレデリック・ショパンやロベルト・シューマンの影響を受け、繊細洒脱な性格的小品を作曲したが、レーガーに出逢ってからはその圧倒的な影響を受け、重厚で入り組んだテクスチュアと、極端な半音階技法や奔放な和声法を特徴とする恩師の作風を受け継いだ。